# SLAC

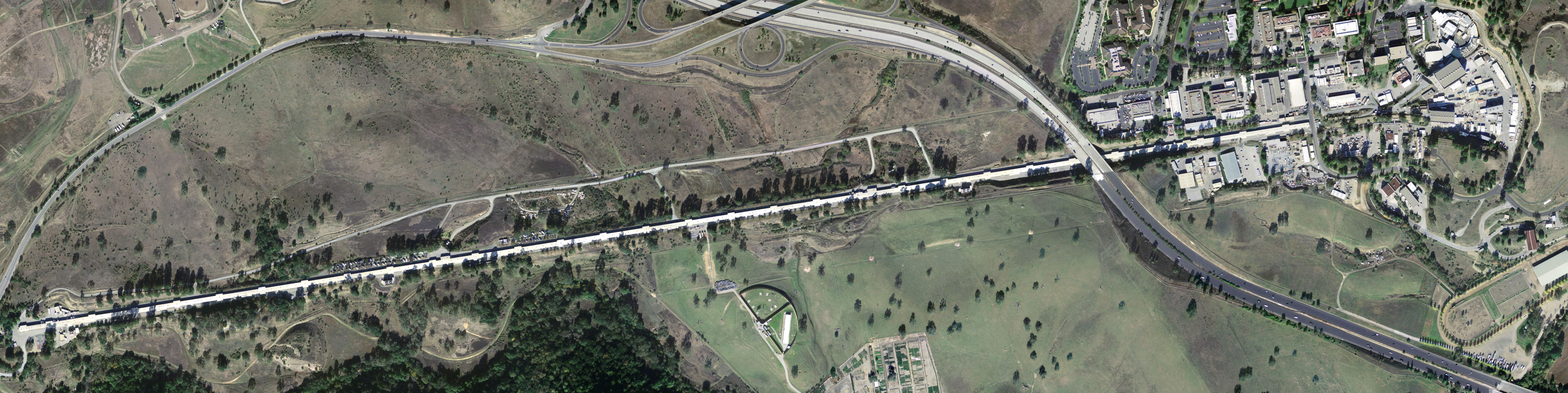
Foto aerea dello SLAC.

Il Centro d'Accelerazione Lineare di Stanford (in inglese SLAC, Stanford Linear Accelerator Center) è un laboratorio nazionale statunitense che opera presso l'Università di Stanford per il Dipartimento dell'Energia degli Stati Uniti d'America. Costruito nel 1962, si trova sulla Sand Hill Road di Menlo Park, in California.

## Descrizione
L'acceleratore di particelle principale presente è un acceleratore lineare RF lungo 3 km che può accelerare elettroni e positroni fino ad un'energia di 50 GeV. È interrato a 10 metri di profondità e passa al di sotto dell'interstatale 280. Lo SLAC riceve oltre 3000 ricercatori ogni anno per ricerche sulla fisica delle alte energie e sulla radiazione di luce di sincrotrone.

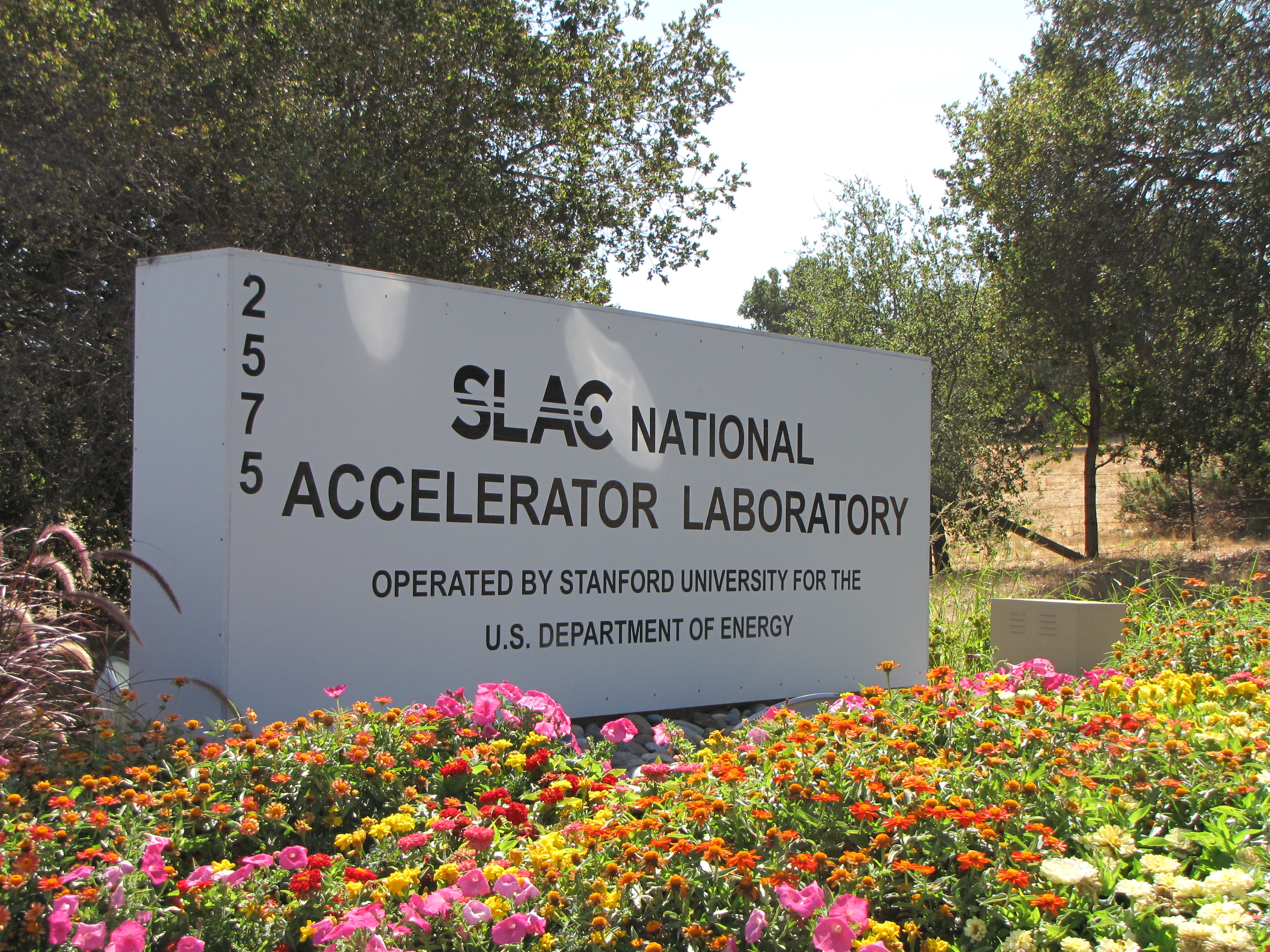
L'ingresso dello SLAC.

Le ricerche presso lo SLAC hanno prodotto 3 premi Nobel per la fisica:
- 1976 - Il quark charm
- 1990 - La struttura dei quark all'interno di protoni e neutroni, tramite lo scattering anelastico profondo
- 1995 - Il tauone (leptone tau)

Dal 1998 lo SLAC ha prodotto collisioni tra elettroni e positroni per l'esperimento BaBar per lo studio della simmetria di carica-parità.
Lo SLAC è stato utilizzato anche nello sviluppo del klystron, un tubo amplificatore di microonde ad alto potenziale. Gli edifici per incontri scientifici dello SLAC misero a disposizione dei luoghi di incontro per i pionieri dei computer domestici e per altri precursori della rivoluzione dell'informatica domestica degli anni ottanta ed in seguito ospitò la prima webpage degli Stati Uniti.